# Lonavla
Lonavla (engelska: Lonavala) är en ort i Indien.   Den ligger i distriktet Pune och delstaten Maharashtra, i den sydvästra delen av landet, 1 200 km söder om huvudstaden New Delhi. Lonavla ligger 631 meter över havet och antalet invånare är 58 562.
Terrängen runt Lonavla är huvudsakligen kuperad, men den allra närmaste omgivningen är platt. Terrängen runt Lonavla sluttar västerut. Runt Lonavla är det tätbefolkat, med 286 invånare per kvadratkilometer. Närmaste större samhälle är Khopoli, 7,3 km nordväst om Lonavla. Trakten runt Lonavla består till största delen av jordbruksmark.